# 利周瑶族乡
利周瑶族乡是中华人民共和国广西壮族自治区百色市田林县下辖的一个民族乡。

## 行政区划
利周瑶族乡下辖以下村级行政区划单位：
百达村、爱善村、福祥村、凡昌村、囊老村、亮福村、老山村、平布村和和平村。